# Szaleniec
Szaleniec (niem. Thörichthof) – wieś w Polsce położona w województwie pomorskim, w powiecie malborskim, w gminie Stare Pole na obszarze Żuław Elbląskich.
Wieś królewska położona była w II połowie XVI wieku w województwie malborskim. W latach 1975–1998 miejscowość administracyjnie należała do województwa elbląskiego.

## Zabytki
Według rejestru zabytków NID na listę zabytków wpisany jest cmentarz mennonicki, XVIII/XIX, nr rej.: A-1245 z 15.08.1988; z rzeźbionymi ornamentami roślinnymi na stelach.
Ponadto we wsi znajduje się dom podcieniowy nr 6, o konstrukcji szachulcowej z 1791 r., z podcieniem na siedmiu słupach.